# Konvergens evolúció
A konvergens evolúció olyan folyamat, amely során egymáshoz nem kapcsolódó fejlődési vonalakon hasonló biológiai jellegzetességek alakulnak ki.

## Jellemzői
A szárny kifejlődése a konvergens evolúció működésének klasszikus példája. Habár a madarak és a denevérek legutolsó közös ősének nem volt szárnya, mindkét állatcsoportnál kialakult az evezőszárnyú repülés képessége. A szárnyaik felépítése hasonló, mivel a szárny alakjára ugyanazok a fizikai megszorítások vonatkoznak. A hasonlóságuk az eredetükkel is magyarázható, az evolúció ugyanis csak a meglevő dolgokra hat, így a szárnyak a végtagok módosulásával jöttek létre, melyre a csontvázaik szerkezete szolgál bizonyítékkal.
A konvergens evolúció jellegzetességei közé tartoznak az analóg struktúrák, melyek a homológ struktúrákkal ellentétben nem közös eredetűek. A denevérek és a pteroszauruszok szárnyai jó példák az analóg struktúrákra, ugyanis amíg a denevérek szárnya homológ az emberek és más emlősök karjaival, ősi állapotuk hasonló volt, mégis más célt szolgálnak. A különböző ősöktől származó fajokban a konvergens evolúció révén kialakult hasonlóságot homopláziának nevezik. Ezzel szemben a homológia a közös őstől származó, nem konvergens evolúció révén kifejlődött hasonlóságot jelöl.
A konvergens evolúció ellentéte a divergens evolúció, mely során a rokon fajoknál különböző jellegzetességek fejlődnek ki. Ezt a jelenséget a népszerű elmélet szerint molekuláris szinten az adaptív változásokhoz nem kapcsolódó véletlenszerű mutáció okozza (lásd „long branch attraction”). A mutáció hatása azonban mindig véletlenszerű és a mutációk legnagyobb része az élettel összeegyeztethetetlen változásokhoz vezet. Ezért mutáció helyett az egyes populációkban mindig jelen lévő változatosság is szóba jöhet egyszerű okként. A változatosság az egyes tulajdonságok kifejlődésének egyedenként különböző mértékét jelenti.
Az evolúciós váltás és a párhuzamos evolúció a konvergens evolúcióhoz hasonló, mégis attól eltérő módon megy végbe. Az evolúciós váltás arra utal, hogyan fejlődnek ki hasonló jellemzők a hasonló ökoszisztémákban élő egymástól független fajoknál különböző időszakokban (példa erre a Ichthyosaurusok és a cápák hátuszonya). A párhuzamos evolúció akkor megy végbe, amikor két független fajnál egyazon időben és ökotérben  fejlődve hasonló jellegzetességek alakulnak ki, mint például a lovak és a Palaeotheriumok esetében.
A konvergencia szót a szociokulturális evolúció elmélete is használja egyes jelenségek leírására.

## Okai
A hasonlóság lehet annak eredménye is, hogy a szervezetek hasonló ökológiai fülkéket töltenek be, azaz hasonló életmódot folytatnak. Klasszikus példa erre Ausztrália erszényesekből álló faunája és az Óvilág méhlepényes emlőseinek összehasonlítása. A két fejlődési vonal kládokat alkot – azaz a csoportjukon belül saját közös őssel rendelkeznek, és közelebb állnak egymáshoz, mint bármely más klád tagjaihoz –, e két elszigetelt populációban mégis hasonló életformák alakultak ki. Számos egyedi testfelépítésű állat, például a kutyafélék és az erszényesfarkas vagy a repülőmókusok és az erszényesmókus-félék egymástól független módon mindkét területen kifejlődtek.

## Jelentősége
Közkedvelt vitatéma, hogy a konvergencia hatásai mennyire érintik az evolúció termékeit. Steven Jay Gould Wonderful Life című könyvében kijelenti, hogy ha az élet szalagját visszatekernénk, és újra lejátszanánk, az élet egész más irányba fejlődne. Simon Conway Morris ellenben azt állítja, hogy a konvergencia domináns erő az evolúció során, ami hasonló környezeti és fizikai körülmények mellett minden életformára hatással van, mivel létezik egy „optimális” állapot, ami felé az élőlény elkerülhetetlenül fejlődni fog, így jelent meg például az intelligencia a főemlősök, a hollók és a delfinek esetében. A konvergencia hatása nehezen mérlegelhető, így nincs mód a vita objektív lezárására.

## Példák
Az egyik legismertebb példa a konvergens evolúcióra a fejlábúak (például a kalmárok) és a gerincesek (például az emlősök) kameraszeme. Az utolsó közös ősük csupán egy nagyon egyszerű fényérzékelő ponttal rendelkezett, ám a fejlődésük során mindkét csoportnál rendkívül kifinomult szervek alakultak ki, melyek közt van egy apró különbség; a fejlábúak szeme eltérő irányban van „bekötve”, az erek és idegek ugyanis a retinájuk hátulsó részén kapcsolódnak, míg az emlősöknél elöl. A szerv összetett felépítésétől eltekintve a szerkezeti hasonlóság jól illusztrálja, hogy az olyan biológiai problémáknak, mint a látás, létezik optimális megoldásuk. Azonban az evolúció kényszerpályára is vezethet, így például a legtöbb ízeltlábúnál (például a rovaroknál) összetett szem alakult ki, ami az emlősök kameraszemével összehasonlítva több szempontból is hátrányosnak tekinthető (nem csak a méret és a felbontás tekintetében), bár vannak akik úgy gondolják, hogy a két különböző rendszer meglétének jó oka van. Az összetett szem nagyobb rezgésegyesítő aránnyal rendelkezik, ami az emberi szemmel láthatónál jóval nagyobb sebességű változások észlelését teszi lehetővé. Emellett az elrendezése nagyobb látómezőt biztosít, nagyobb jelfeldolgozási igény nélkül, alkalmazkodva az állat kisebb méretéhez és kisebb agyi jelfeldolgozó kapacitásához. Az ízeltlábúaknál talán azért nem fejlődött ki a kameraszem, mert erre nincs mód a látás minőségének csökkenése nélkül, illetve azért, mert a nagy felbontás nem a legfőbb tulajdonság a rovarok fejlődése során, ugyanis a megfelelő neurális feldolgozóképesség fejlődése nélkül feleslegessé válik.

### Fordítás
- Ez a szócikk részben vagy egészben  a   Convergent evolution című angol Wikipédia-szócikk ezen változatának fordításán alapul.  Az eredeti cikk szerkesztőit annak laptörténete sorolja fel. Ez a jelzés csupán a megfogalmazás eredetét és a szerzői jogokat jelzi, nem szolgál a cikkben szereplő információk forrásmegjelöléseként.